# Borovnice u Jimramova

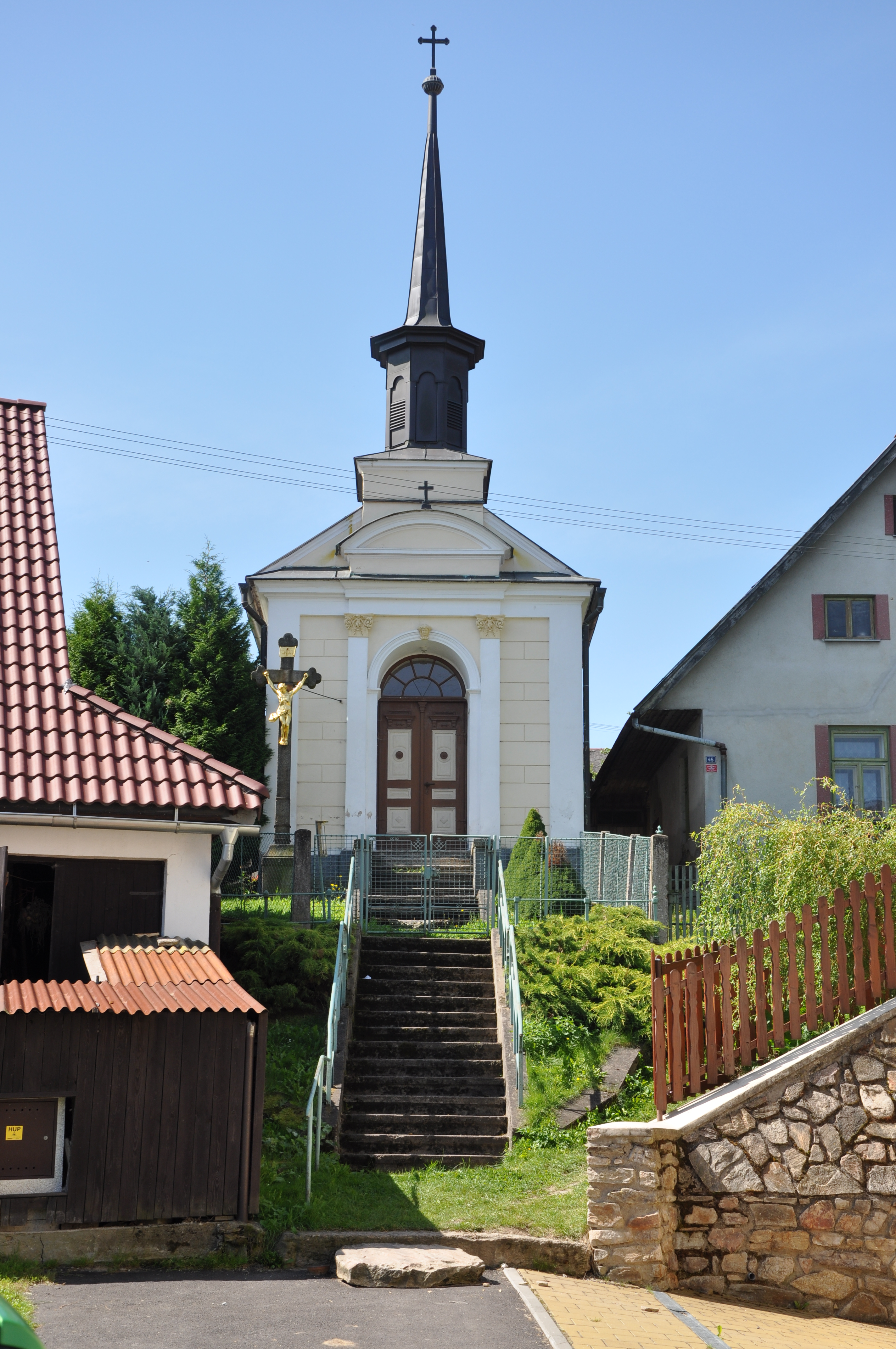
Kapelle der hl. Anna

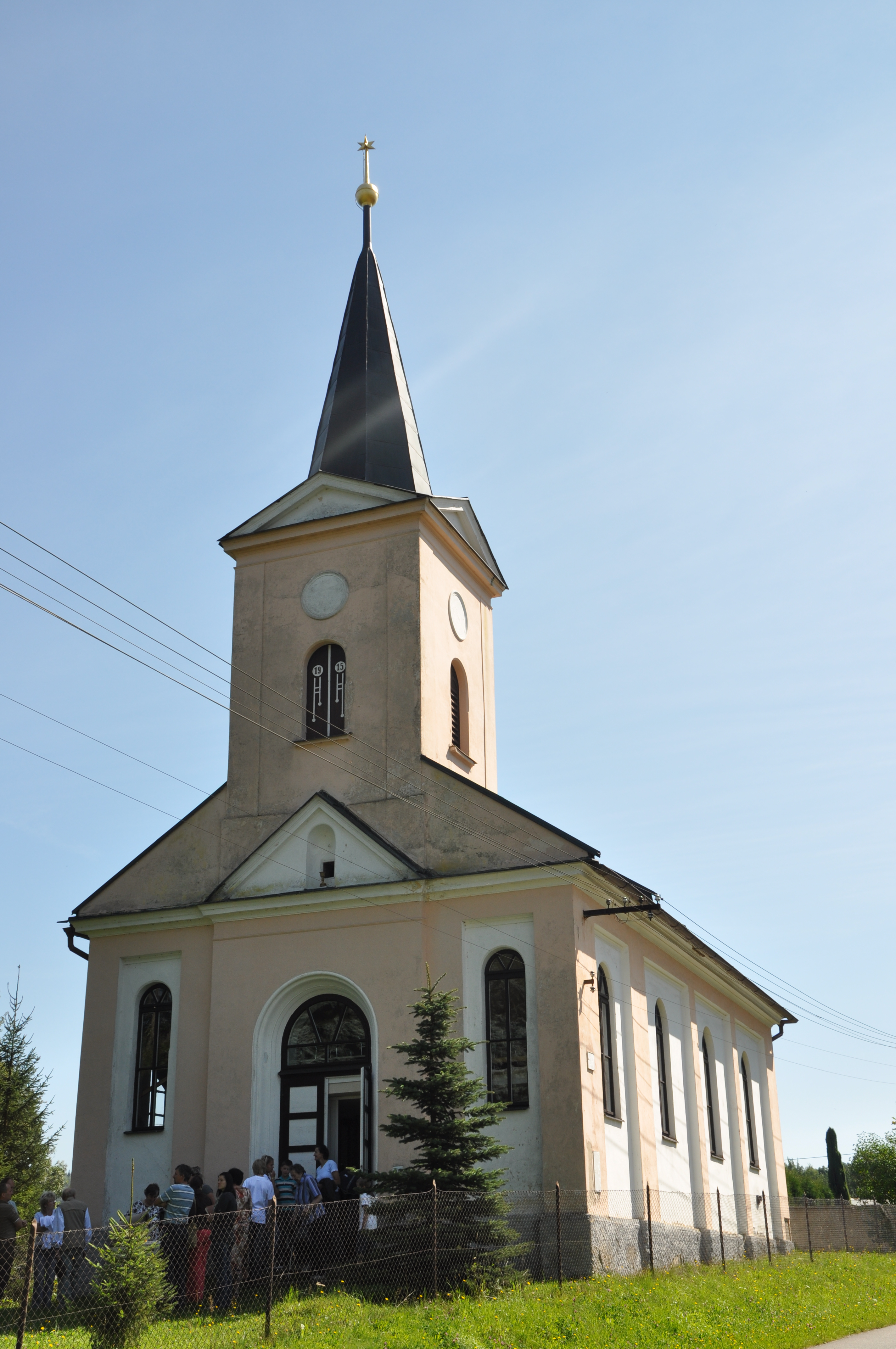
Evangelische Kirche

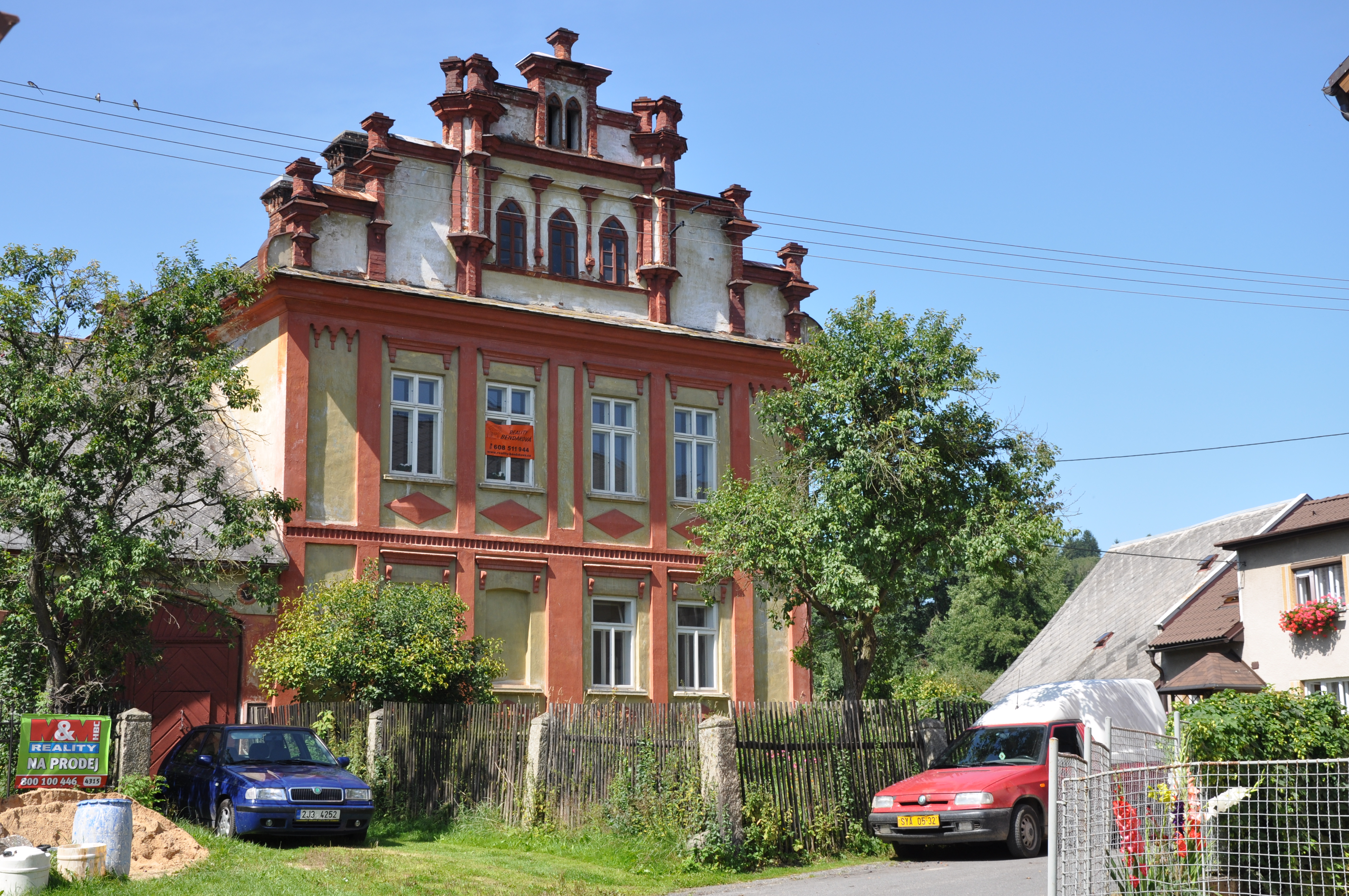
Kalášek-Haus

Borovnice (deutsch Borownitz) ist eine Gemeinde in Tschechien. Sie liegt sieben Kilometer südwestlich von Polička und gehört zum Okres Žďár nad Sázavou.

## Geographie
Borovnice befindet sich im Südosten der Saarer Berge am rechten Ufer der Svratka gegenüber der Einmündung des Bílý potok. Das mährische Dorf liegt unmittelbar an der entlang der Svratka verlaufenden historischen Landesgrenze zu Böhmen. Südöstlich erhebt sich die Horka (578 m), im Süden der Mášův kopec (671 m) und Prosíčka (739 m), westlich die Hora (679 m) und der Strom (771 m).
Nachbarorte sind Lačnov im Norden, Maksičky im Nordosten, Kateřinky und Korouhev im Osten, Sedliště im Südosten, V Bombaji, Jimramov, Nový Jimramov und Doly im Süden, Javorek und Daňkovice im Südwesten, Kutiny und Spělkov im Westen sowie Telecí im Nordwesten.

## Geschichte
Borovnice wurde wahrscheinlich nach 1437 durch die Herren von Pernstein im Zuge der Besiedlung der Wälder an der Grenze zu Böhmen gegründet. Die erste urkundliche Erwähnung des zur Herrschaft Pernstein gehörigen Dorfes erfolgte im Jahre 1483 im Zuge der Ablieferung der Kontribution von 20 Wirtschaften in Bystřice durch den Richter von Borovnice. Da die Swarczawa zu dieser Zeit ein unregulierter Wildbach war, änderte sie mehrfach ihren Lauf. Dadurch entstand ein lange andauernder Grenzkonflikt mit dem Rat der böhmischen Stadt Polička, den Vratislav von Pernstein 1487 beilegte. Bei der Teilung der Herrschaft Pernstein kam Borovnice im Jahre 1500 zum Ingrowitzer Anteil. Die Existenz der Wallfahrtskapelle der hl. Anna lässt sich bis 1714 nachweisen. Aus dem Jahre 1749 ist das erste Ortssiegel überliefert. Nach den Josephinischen Reformen erfolgte 1790 der Abriss der Wallfahrtskapelle. Bis 1848 blieb das Dorf der Herrschaft Ingrowitz untertänig.
Nach der Aufhebung der Patrimonialherrschaften bildete Borovnice mit der Siedlung Kutiny ab 1850 eine Gemeinde im politischen Bezirk Neustadtl. Zu dieser Zeit hatte das Dorf 524 Einwohner. Im Jahre 1910 erreichte Borovnice mit 567 Bewohnern seine größte Bevölkerungszahl. Nach dem Münchner Abkommen lag Borovnice kurzzeitig an der Grenze des Deutschen Reiches. Am 8. Oktober 1938 zogen tschechoslowakische Truppen nach Borovnice, da bis zum 10. Oktober Politschka und der obere Teil von Fahnendorf an Hitlerdeutschland zu übergeben war. Nach der letztlichen Grenzfestlegung vom 21. November wurde das Gebiet von Politschka der Tschechoslowakei zurückgegeben und am 24. November zog sich die Wehrmacht aus dem Oberdorf vom Korouhev zurück. Am 4. Dezember 1938 verließ die tschechoslowakische Armee Borovnice. 1949 wurde die Gemeinde dem Okres Polička zugeordnet. Seit 1961 gehört sie zum Okres Žďár nad Sázavou. 1976 erfolgte die Eingemeindung nach Jimramov. Seit dem 24. November 1990 besteht die Gemeinde Borovnice wieder.

## Gemeindegliederung
Für die Gemeinde Borovnice sind keine Ortsteile ausgewiesen. Zu Borovnice gehört die Ansiedlung Kutiny (Kuttin).

## Sehenswürdigkeiten
- Evangelische Kirche, errichtet 1886. Der 25 m hohe Kirchturm entstand 1913 und ersetzte einen hölzernen Vorgängerbau.
- Katholische Kapelle der hl. Anna aus dem Jahre 1900
- Steinernes Kruzifix, an der Kapelle
- Dreikönigstein in der Ortsmitte, an dem aus der Svratka geborgenen Fels wurde 1920 eine von Julius Pelikán geschaffene Plakette von Jan Hus angebracht. Um den Stein rankt sich die Sage, dass nach einer Schlacht, bei der die Svratka rot vom Blut geworden war, drei Könige hier Frieden schlossen und an dem Stein gemeinsam speisten.
- Kalášek-Haus, das 1861 von Unternehmer Kalášek errichtete neogotische Bauwerk sollte ursprünglich als Kloster dienen. Nach der Fertigstellung wurde Kalášek pleite und erschoss sich. Sein Nachlass wurde dann versteigert. Im Hof ist ein Porträt von Kalášek erhalten
- Ehemaliges Gemeindehaus, erbaut 1849
- Gezimmerte Chaluppen